# Cornelius (Oregon)
Cornelius és una població dels Estats Units a l'estat d'Oregon. Segons el cens del 2007 tenia 10.895 habitants.

## Demografia
Segons el cens del 2000, Cornelius tenia 9.652 habitants, 2.880 habitatges, i 2.246 famílies. La densitat de població era de 1.971,8 habitants per km².
Dels 2.880 habitatges en un 45,3% hi vivien nens de menys de 18 anys, en un 61,8% hi vivien parelles casades, en un 10,4% dones solteres, i en un 22% no eren unitats familiars. En el 15,9% dels habitatges hi vivien persones soles el 5,4% de les quals corresponia a persones de 65 anys o més que vivien soles. El nombre mitjà de persones vivint en cada habitatge era de 3,31 i el nombre mitjà de persones que vivien en cada família era de 3,64.
Per edats la població es repartia de la següent manera: un 32,5% tenia menys de 18 anys, un 11% entre 18 i 24, un 33,6% entre 25 i 44, un 16,9% de 45 a 60 i un 6,1% 65 anys o més.
L'edat mediana era de 29 anys. Per cada 100 dones de 18 o més anys hi havia 107 homes.
La renda mediana per habitatge era de 45.959$ i la renda mediana per família de 49.456$. Els homes tenien una renda mediana de 32.164$ mentre que les dones 25.207$. La renda per capita de la població era de 15.290$. Aproximadament el 10,8% de les famílies i el 16,1% de la població estaven per davall del llindar de pobresa.

## Poblacions més properes
El següent diagrama mostra les poblacions més properes.